# DAZN
DAZN은 DAZN 그룹이 소유한 국제 스포츠 스트리밍 서비스다.
DAZN 그룹은 일본 J리그에 대한 글로벌 미디어 권리 인수를 기반으로 2016년 퍼폼 그룹 소유로 운영을 시작했다. 2016년 8월 10일 오스트리아, 독일, 스위스에서 출시되었고, 2016년 8월 23일 일본에서 출시되었다. 이 서비스는 2017년에 캐나다로 출시했으며, 2018년에는 미국에도 출시되었다.

## 주요 서비스
- NFL
- FIFA 클럽 월드컵

## 같이 보기
- WWE 네트워크